# Пленкин, Борис Алексеевич
Борис Алексеевич Пле́нкин (29 декабря 1930, Губаха — 22 мая 2007) — советский скульптор, народный художник РСФСР (1983), академик Российской Академии художеств (1995).

## Биография
Родился 29 декабря 1930 года в посёлке городского типа Губаха (ныне Городской округ город Губаха, Пермский край). Учился в Ленинградском институте живописи, скульптуры и архитектуры им. И. Е. Репина (1951-1957).
В 1972 — 1987 годах работал секретарём правления СХ РСФСР. Создал композиции, ряда портретов, «Воину-победителю» (1987, дер. Ровное, Псковская область), «Рабочий» (1957), «Сталевар Фёдор Зарецкий» (1958), «Портрет работницы Кати Ивановой», «Мартеновец», «У мартена» (все - 1959), «Молодые сталевары» (1967), «Рабочий» (1969), «Дважды Герой Социалистического Труда А. В. Чуев», «Подручные сталевара Ижорского завода А. Аристархов и Ф. Сивчик» (оба 1972), «Сталевар П. Симаков» (1974), «Н. Стрикоев, кузнец завода имени И. Е. Егорова в Ленинграде» (1975), «Сталевары» (1976), «Доменщики В. Коршунов и М. Рычагов» (1978), «Металлист», «Прокатчики» (оба 1980), «Сталевар Кировского металлургического комбината В. Волков», «Подручный сталевара Кировского металлургического комбината С. Арчуков», «Псковские хлеборобы» (все — 1982), «Тракторист В. Кудрявцев» (1984), «Портрет председателя колхоза В. Я. Горина» (1986), цикл композиций «Череповецкие доменщики» (1986), «Пушкин в Михайловском» (1999); Дважды Герою Социалистического Тру¬да А. В. Чуеву (Ленинград, 1977), «Воину-победителю» (д. Ровное, Псковская обл., 1987), композиция «Доменщики» (Череповец,  1984).
- Памятник поэту В. В. Маяковскому (Новокузнецк, 1967)
- Памятник поэту В. В. Маяковскому (Санкт-Петербург, 1976)
- Бюст Ленина (Таганрог, 1978)[1]
- Памятник В. И. Ленину (Железногорск, 1982)
- Памятник Ж. Я. Котину (Санкт-Петербург, Кировский завод, 1985)
- Памятник С. М. Кирову (Уржум, 1986)
- Памятник композитору П. И. Чайковскому (Санкт-Петербург, Таврический сад, 1990)

Скончался 22 мая 2007 года. Похоронен в Санкт-Петербурге на Смоленском православном кладбище.

## Признание
- Государственная премия РСФСР имени И. Е. Репина (1970) — за серию скульптурных произведений «Рабочий класс» («Рабочий», «Молодые сталевары», «Портрет работницы Кати Ивановой»)

## Работы находятся в собраниях
- Государственная Третьяковская галерея
- Государственный Русский музей